# Eremocosta spinipalpis
Espèce
Synonymes
- Datames spinipalpis Kraepelin, 1899

Eremocosta spinipalpis est une espèce de solifuges de la famille des Eremobatidae.

## Distribution
Cette espèce est endémique de Basse-Californie du Sud au Mexique,.

## Description
La femelle décrite par Roewer en 1934 mesure 30 mm.

## Publication originale
- Kraepelin, 1899 : Zur Systematik der Solifugen. Mitteilungen aus dem Naturhistorischen Museum in Hamburg, vol. 16, p. 195–259 (texte intégral).